# Leonardo Fernández
Leonardo Alberto Fernández (Avellaneda, Provincia de Buenos Aires, 13 de enero de 1974) es un exfutbolista y actual entrenador argentino nacionalizado boliviano. Jugaba como arquero y su primer equipo fue Argentinos Juniors. Su último club antes de retirarse fue La Paz F. C. de Bolivia.
Fue ayudante de campo de César Couceiro en Ciclón de Tarija.

## Clubes

### Como jugador
| Club                    | País      | Año       |
| ----------------------- | --------- | --------- |
| Argentinos Juniors      | Argentina | 1994-1995 |
| Defensores de Belgrano  | Argentina | 1996      |
| Oriente Petrolero       | Bolivia   | 1997-2000 |
| Independiente           | Argentina | 2000      |
| Extremadura             | España    | 2001      |
| Unión de Santa Fe       | Argentina | 2001      |
| Oriente Petrolero       | Bolivia   | 2002-2003 |
| Chacarita Juniors       | Argentina | 2004      |
| Atlético Nacional       | Colombia  | 2005      |
| Tiro Federal de Rosario | Argentina | 2005      |
| Palestino               | Chile     | 2006      |
| Aucas                   | Ecuador   | 2006      |
| Oriente Petrolero       | Bolivia   | 2007      |
| The Strongest           | Bolivia   | 2007      |
| Real Mamoré             | Bolivia   | 2009      |
| La Paz F. C.            | Bolivia   | 2009      |

### Como asistente técnico
| Club   | País    | Año  |
| ------ | ------- | ---- |
| Ciclón | Bolivia | 2018 |

## Selección nacional
Tras obtener la nacionalidad boliviana, Leonardo Fernández debutó con la selección el 7 de septiembre de 2003 en la derrota 5-0 ante Uruguay. En total jugó 17 partidos incluyendo las Eliminatorias para el Mundial 2006 y la Copa América 2004.